# Aciculosporium
Genre
Aciculosporium est un genre de champignons endophytes de la famille des clavicipitacées. Il provoque des balais de sorcière sur bambou. Il forme des  asco- des conidio- stromas au sommet des pousses.
Son genre anamorphe est Albomyces caractérisé par des conidies munies de deux appendices (comme chez Cepsiclava et Neoclaviceps).

## Espèces
- Aciculosporium take
- Aciculosporium sasicola.